# Wilhelm Svoboda
Wilhelm Svoboda (* 1953 in Wien) ist ein österreichischer Politikwissenschaftler und Essayist.

## Leben
Svoboda hat im Zweiten Bildungsweg 1977 sowohl maturiert als auch in den Jahren 1979–1985 ein Studium der Politikwissenschaft und Ethnologie absolviert. 1985 erfolgte die Promotion an der Universität Wien zum Dr. phil. mit einer Dissertation über das Thema Der Verband Sozialistischer Mittelschüler (VSM) – Darstellung und Analyse der politischen Tätigkeit des Verbandes 1953-1968. Es liegen Publikationen zu den Themenbereichen Musiksoziologie, Politikwissenschaft und Zeitgeschichte sowie Rezensionen in der renommierten Musikzeitschrift skug vor.

## Werke in Auswahl

### Autor
- Revolte und Establishment. Die Geschichte des Verbandes Sozialistischer Mittelschüler 1953–1973, Wien-Köln-Graz 1986
- Franz Olah. Eine Spurensicherung, Wien 1990
- Die Partei, die Republik und der Mann mit den vielen Gesichtern. Oskar Helmer und Österreich II. Eine Korrektur, Böhlaus Zeitgeschichtliche Bibliothek 26, Wien-Köln-Graz 1993
- Sandkastenspiele. Eine Geschichte linker Radikalität in den 70er Jahren, Wien 1998, ISBN 3853711340
- Friedrich Gulda. Bruchstücke eines Porträts, Wien 2006, ISBN 3-902157-18-6

### Koautor
- mit Gerhard Scheit: Orpheus im Exil. Die Vertreibung der österreichischen Musik von 1938 bis 1945, Antifaschistische Literatur und Exilliteratur – Studien und Texte 13, Wien 1995
- mit Gerhard Scheit: Feindbild Gustav Mahler. Zur antisemitischen Abwehr der Moderne in Österreich, Sonderzahl 2002
- mit Gerhard Scheit: Treffpunkt der Moderne. Gustav Mahler, Theodor W. Adorno, Wiener Traditionen, Sonderzahl 2010, ISBN 978-3-85449-332-7

### Aufsätze
- Neue soziale Bewegungen in den siebziger und achtziger Jahren, in: Jahrbuch des Vereins für Geschichte der Stadt Wien 1987 (Band 43)
- Bürgerinitiativen in Wien. Wie sind Bürgerinitiativen entstanden, welche Struktur und welchen Wirkungsbereich haben sie, was halten die Parteien von ihnen?, Die Zukunft 9/1988
- Fast eine Psychose. Vor genau 25 Jahren lösten Wochenpresse-Berichte eine Krise rund um die Staatspolizei aus, die zum Sturz des damaligen Innenministers Franz Olah führte, Wochenpresse 7/1989
- Mozart – Vernunft und Sinnlichkeit, Aufrisse 4/1990 (Mitherausgeber)
- "Oh, in Wahrheit macht er alles gut, was er tut." Über erotische Unordnungen bei Mozart, Aufrisse 4/1990
- Wahlverwandtschaften. Anmerkungen über "unfreiwillige" Karrieren, Schulheft 60 (1990)
- mit Theodor Venus, "Wir sind wieder da". Eine Dokumentation zur sozialistischen Pressepolitik in Österreich zu Beginn der Zweiten Republik, Medien & Zeit 4/1991
- "Diesem Werk des Friedens". Die Stiftung "Soziales Friedenswerk" – eine caritative Organisation für die "Verfemten" und "Entrechteten", Forum Mai/Juni 1992 (Erster Teil der Langfassung des Projektes "Politische Kultur im Nachkriegsösterreich. Zur Ideologiebildung und politischen Praxis des konservativen Lagers am Beispiel der Organisationen "Stiftung Soziales Friedenswerk" und "Wohlfahrtsvereinigung der Glasenbacher", Projektleitung: Prof. Hugo Pepper)
- Rudolf Serkin. Eine biografische Skizze, in: Hans-Werner Heister/Karin Heister-Grech/Gerhard Scheit (Hg.), Zwischen Aufklärung & Kulturindustrie. Festschrift für Georg Knepler zum 85. Geburtstag. Band 3: Musik/Gesellschaft, Hamburg 1993
- Recht und Gerechtigkeit. Der "Gmundner Kreis" und die "Stacheldrahtgemeinschaft" Wohlfahrtsvereinigung der Glasenbacher, Arche 9 – Juni 1995
- "... vorbehaltslos meine Pflicht erfüllt". Das Internierungslager Glasenbach (Camp "Marcus W. Orr"), Zeitgeschichte 1–2/1995
- "Diesem Werk des Friedens zu dienen, ist nicht nur Sache des Jedermann, sondern jedermanns Sache!" Die Stiftung "Soziales Friedenswerk" – eine caritative Organisation für die "Verfemten" und "Entrechteten"?, Zeitgeschichte 11–12/1996
- Musik und Politik in Wien. Die Auseinandersetzung mit den "Kosmopoliten" und "Formalisten" in der Sowjetunion im Jahre 1947 und ihre Widerspiegelung in den Zeitschriften Österreichisches Tagebuch und Weg und Ziel, in: Jahrbuch des Vereins für Geschichte der Stadt Wien 2004
- mit Gerhard Scheit: Von der Gefühlsästhetik zur Identitätspflege. Von Hanslicks Musikalisch-Schönem und Adornos "Überwinterungsversuchen" zur "Musikpflege" des Völkischen Beobachters, ÖMZ 6/2011